# フアン・デ・ディオス・リバス
フアンデ（Juande）ことフアン・デ・ディオス・リバス・マルガレフ（Juan de Dios Rivas Margalef、1999年7月7日）は、スペイン・コルドバ出身のサッカー選手。CDテネリフェ所属。ポジションはDF。

## クラブ経歴
アンダルシア州のコルドバに生まれ、14歳のときにマラガCFのカンテラに加入した。2018-19シーズンにBチームデビューを飾ると、2020年1月14日には、この日のSDポンフェラディーナ戦でトップチームデビューを果たした。
2019-20シーズンはトップチームでリーグ戦9試合に出場。2020年10月、正式にトップチームへと昇格するとともに背番号5番を背負うことが決まった。
2024年7月1日、CDテネリフェに3年契約で移籍した。